# داف غرين
داف غرين (بالإنجليزية: Duff Green)‏ هو صحفي وسياسي أمريكي، ولد في 15 أغسطس 1791 في مقاطعة ودفورد في الولايات المتحدة، وتوفي في 10 يونيو 1875 في دالتون في الولايات المتحدة. انتخب عضو مجلس ولاية ميزوري وانتخب عضو مجلس نواب ولاية ميسوري.

## روابط خارجية
- داف غرين على موقع الموسوعة البريطانية (الإنجليزية)
- داف غرين على موقع إن إن دي بي (الإنجليزية)